# مقدمه‌ای بر فرگشت

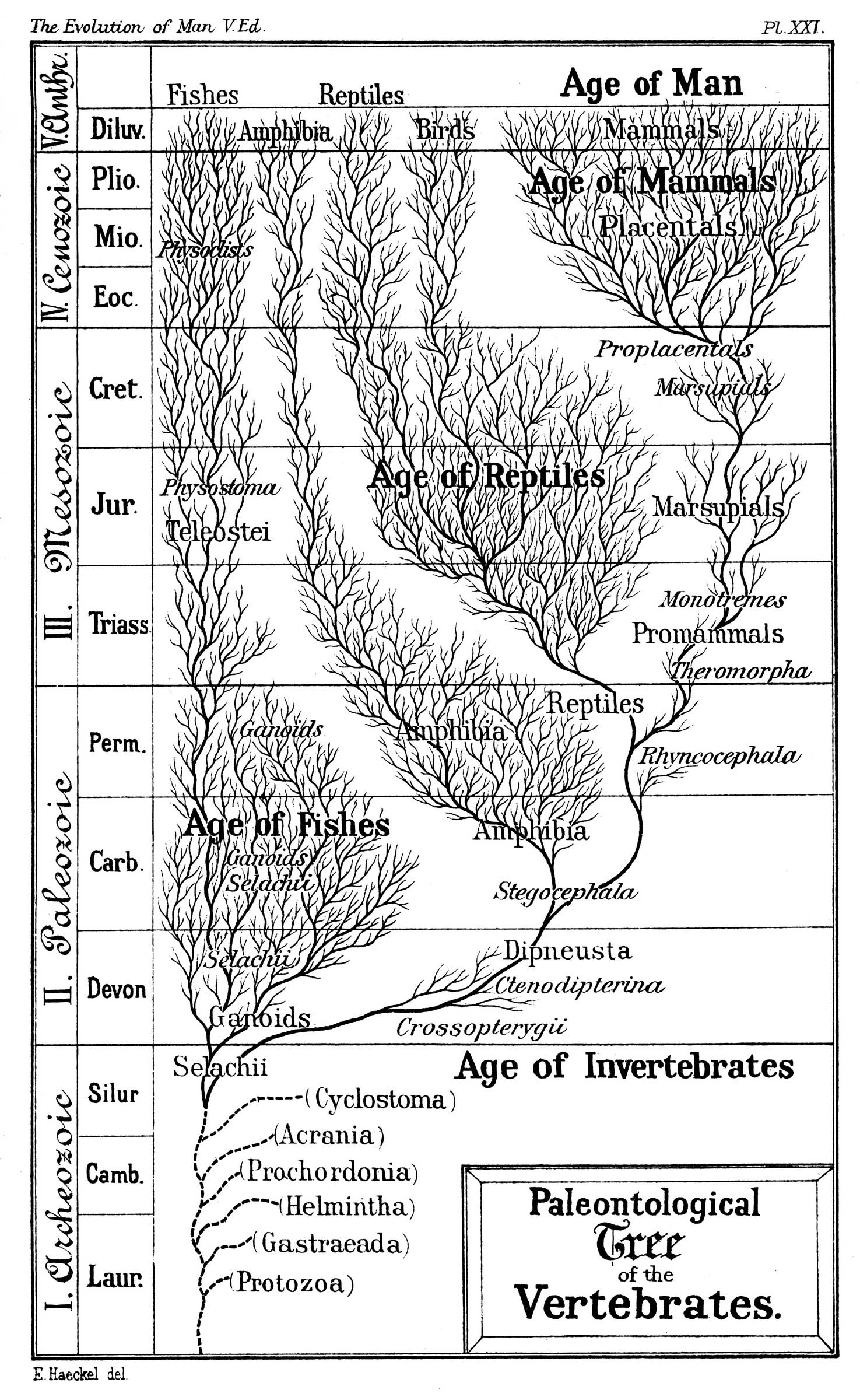
درخت مهره‌داران از دیدگاه فسیل‌شناسی، توسط ارنست هکل (۱۸۷۹ میلادی). تاریخچهٔ فرگشتی گونه‌ها توسط یک درخت توصیف شده که همهٔ شاخه‌های آن از یک تنهٔ واحد می‌رویند. اگر چه درخت ارنست هکل قدیمی شده، ولی اصول اصلی بازسازی‌های پیچیده‌تر مدرن را نشان می‌دهد. (درخت زیست)

به فرایند تغییر گونه‌های حیات طی زمان و در طول نسل‌ها، فرگشت گفته می‌شود. رشتهٔ زیست‌شناسی فرگشتی به بررسی اینکه چگونه و چرا این فرگشت اتفاق می‌افتد می‌پردازد. یک جاندار (به انگلیسی: organism) از والدینش ویژگی‌هایی از طریق ژن‌هایش به ارث می‌برد. تغییرات در این ژن‌ها (که جهش خوانده می‌شود) می‌تواند ویژگی‌های نو در فرزندهای نظام زیستی تولید کند. اگر این ویژگی‌های نو باعث بشود که فرزندها بهتر بتوانند با محیط خارجی وفق پیدا کنند، در زنده ماندن و تولیدمثل موفق‌تر خواهند بود. به این فرایند انتخاب طبیعی گفته شده، و باعث می‌شود که ویژگی‌هایی که مفید هستند، عمومی‌تر شوند. در طول نسل‌های فراوان، یک جمعیت می‌تواند آن‌قدر ویژگی‌های نو کسب کند که به یک گونهٔ نویی از جانداران تبدیل شود.
نظریهٔ فرگشت در سال ۱۲۳۸ هجری خورشیدی (۱۸۵۹ میلادی) و با انتشار کتاب «دربارهٔ مبدأ گونه‌ها» توسط چارلز داروین به وجود آمد. افزون‌بر این، کار گرگور یوهان مندل با گیاهان به توضیح الگوهای وراثتی ژن‌ها کمک کرده و منجر به فهمی از نحوهٔ عملکرد سیستم وراثتی شد. اکتشافات بعدی در زمینهٔ نحوهٔ جهش ژن‌ها به همراه پیشرفت‌ها در رشتهٔ «ژنتیک جمعیت»، توضیحات بیشتری در زمینهٔ نحوهٔ عملکرد فرگشت فراهم آورد. دانشمندان امروزه فهم به نسبت خوبی نسبت به پیدایش گونه‌های نو دارند. آن‌ها فرایند به وجود آمدن گونهٔ نو را هم در آزمایشگاه و هم در طبیعت مشاهده کرده‌اند. این دیدگاه مدرن از فرگشت، مهم‌ترین نظریهٔ علمی موجود برای کمک به فهم حیات می‌باشد.

## تعریف
واژهٔ فرگشت ترکیبی است از پیشوند فر به معنای «افزایش» و بن ماضی گشت از مصدر گشتن به معنای «تغییر کردن»، «تبدیل شدن». (البته پیشوند فر در اینجا به عنوان یک ترکیب از فرا و فرو است؛ بدین معنی که در فرگشت ما شاهد دو تغییر افزایشی «فراگشت» و کاهشی «فروگشت» هستیم و برای بیان هر دو حالت، واژه فرگشت انتخاب شده است.)

## نمای کلی ساده
ایده‌های اصلی تکامل را می‌توان به شرح زیر خلاصه کرد:
- اشکال مختلف زندگی تولید مثل می‌کنند و بنابراین تمایل به افزایش تعداد دارند.
- عواملی مانند شکار و رقابت علیه بقای افراد عمل می‌کند. هر یک از فرزندان به روش‌های کوچک و تصادفی با والدین خود متفاوت هستند.
- اگر این تفاوت‌ها سودمند باشد، احتمال زنده ماندن و تولید مثل فرزندان بیشتر است.
- این باعث می‌شود که فرزندان بیشتری در نسل بعدی تفاوت‌های مفید و کمتری تفاوت‌های مضر داشته باشند.
- این تفاوت‌ها در طول نسل‌ها انباشته می‌شوند و در نتیجه تغییراتی در جمعیت ایجاد می‌شود.
- با گذشت زمان، جمعیت‌ها می‌توانند تقسیم یا به گونه‌های جدید منشعب شوند.
- این فرایندها، که در مجموع به عنوان تکامل شناخته می‌شوند، مسئول بسیاری از اشکال مختلف زندگی هستند که در جهان مشاهده می‌شود.

## ایده داروین: فرگشت توسط انتخاب طبیعی
چارلز داروین این ایده را داشت که نحوه کلی پرورش جانداران از اجدادشان، به گونه یکسانی و مستقل از نوع گونه می‌باشد. در سال ۱۲۱۷ هجری شمسی (۱۸۳۸ میلادی)، او فرایندی که اسمش را «انتخاب طبیعی» گذاشت را پیشنهاد کرد و توضیحاتی دربارهٔ عملکرد فرایند داد. داروین نظریه‌اش را بر پایه پنج مشاهده زیر قرار داد:
1. اگر تمامی افراد در یک گونه از جانداران به صورت موفقیت‌آمیزی تولیدمثل کنند، جمعیت آن گونه به صورت غیرقابل کنترلی افزایش می‌یابد.
2. جمعیت‌ها گرایش دارند که تقریباً از یک سال تا سال بعد ثابت بمانند.
3. منابع طبیعی محدود هستند.
4. هیچ دو فردی از یک گونه دقیقاً یکسان نیستند.
5. میزان زیادی از این تغییرپذیری در یک جمعیت می‌تواند به فرزندها برسد.

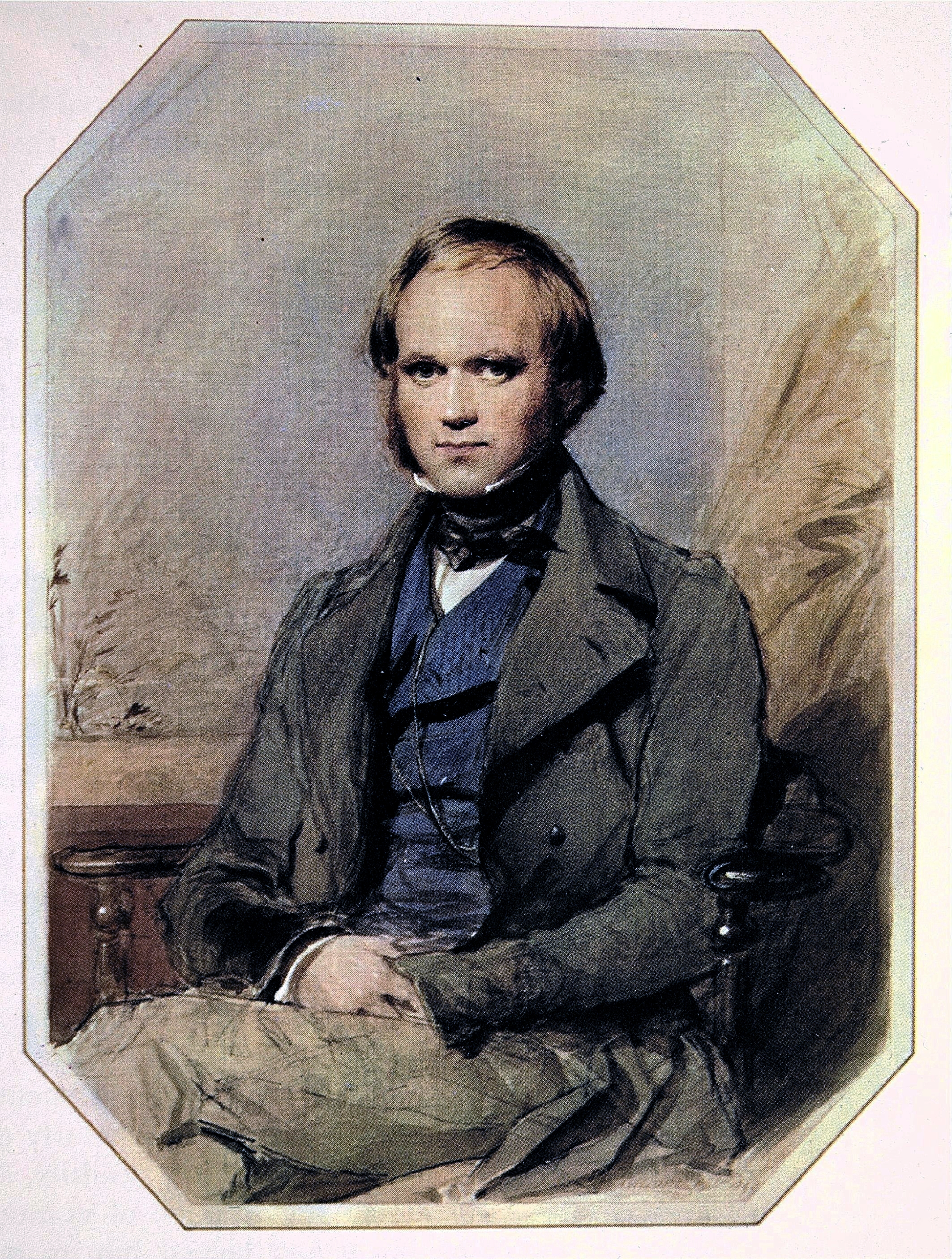
چارلز داروین ایده فرگشت توسط انتخاب طبیعی را پیشنهاد کرد.

داروین از اینکه نظام‌های زیستی بیش از آنچه که امکان حمایت و نگاهداری از آن را داشته باشند، فرزند تولید می‌کنند این نتیجه را گرفت که حتماً باید رقابت برای زنده ماندن وجود داشته باشد - فقط تعداد کمی از هر نسل زنده خواهند ماند. داروین متوجه شد که شانس، به تنهایی زنده ماندن جانداران را تعیین نمی‌کند. در واقع، زنده ماندن بستگی به ویژگی‌های هر شخص دارد و این ویژگی‌ها یا به زنده ماندن و تولیدمثل کمک کرده، یا دست و پاگیر می‌شوند. محتمل‌تر است که آن جاندارانی که بهتر خود را وفق می‌دهند فرزندهای بیشتری نسبت به رقبایشان باقی بگذارند. داروین این نکته را متوجه شد که عدم برابری توانایی جانداران در زنده ماندن، باعث تغییرات تدریجی در جمعیت می‌شود. آن ویژگی‌هایی که به نظام زیستی کمک می‌کنند که زنده مانده و تولیدمثل کند، طی قرن‌ها به روی هم انباشته می‌شود. از طرف دیگر، آن ویژگی‌هایی که مانع زنده ماندن و تولیدمثل هستند، ناپدید می‌شوند. داروین از اصطلاح انتخاب طبیعی جهت توصیف این فرایند استفاده کرد.
مشاهده گونه‌های مختلف جانوران و گیاهان، پایه اصلی نظریه انتخاب طبیعی را تشکیل می‌داد. به عنوان مثال، داروین مشاهده کرد که گل‌های ارکیده و حشرات رابطه نزدیکی با هم داشته، که امکان پخش گردهای گیاهان را فراهم می‌آورد. گل‌های ارکیده شامل بخش‌های مختلفی هستند که حشرات را جذب می‌کند تا اینکه گرد گیاه به بدن حشرات بچسبد. از این طریق، حشرات گرده را از یک ارکیده نر به یک ارکیده ماده منتقل می‌کنند. علی‌رغم ظاهر پیچیده ارکیده‌ها، این بخش‌های تخصص‌یافته از همان ساختارهایی کلی درست شده‌اند که در گیاهان دیگر نیز دیده می‌شود. داروین پیشنهاد کرد که گل‌های ارکیده کار یک مهندس ایدئال نبوده، بلکه حاصل وفق‌پذیری اجزاء گل به شرایط محیط در طول فرایند انتخاب طبیعی می‌باشد.
داروین هنوز در حال تحقیق و آزمایش با ایده‌هایش در زمینه انتخاب طبیعی بود که نامه‌ای از آلفرد والاس دریافت کرد که نظریه‌اش را تقریباً مشابه مال خودش می‌دانست. این منجر به انتشار فوری هر دو نظریه با هم شد. والاس و داروین هر دو تاریخ را مانند یک درخت خانواده می‌دیدند، که سرها دوشاخه درخت یک جد مشترک قرار دارد. نوک شاخه‌ها گونه‌های مدرن، و شاخه‌ها اجداد مشترکی که بین گونه‌های مختلف مشترک است را نشان می‌دهد. جهت توضیح این روابط، داروین بیان کرد که تمام جانداران به هم مرتبطند، و این به معنای این است که کل حیات می‌بایست ناشی از فرگشت شکل‌های اولیه محدودی از حیات (و شاید تنها یک شکل اولیه از حیات) باشد. او این فرایند را «نزول با اصلاحات» نامید.
داروین نظریه‌اش را در سال ۱۲۳۸ هجری شمسی (۱۸۵۹ میلادی) و با انتشار کتاب «دربارهٔ خاستگاه گونه‌ها» به ثبت رسانید. با اساس این نظریه، تمامی حیات روی کره زمین حاصل یک فرایند ادامه‌دار طبیعی می‌باشد.
این نظریه ایجاب می‌کند که تمامی جانداران روی کره زمین یک جد مشترک دارند. اعتراض‌هایی با این نظریه از طرف گروه‌های مذهبی مطرح شد که معتقدند انواع مختلف حیات روی زمین منجر از خلق خاص آن‌ها می‌باشد. درون جامعه علمی امروز بیش از ۹۹ درصد دانشمندان، از نظریه فرگشت به عنوان توضیحی برای پدیده حیات حمایت می‌کنند.

## منبع تغییرات

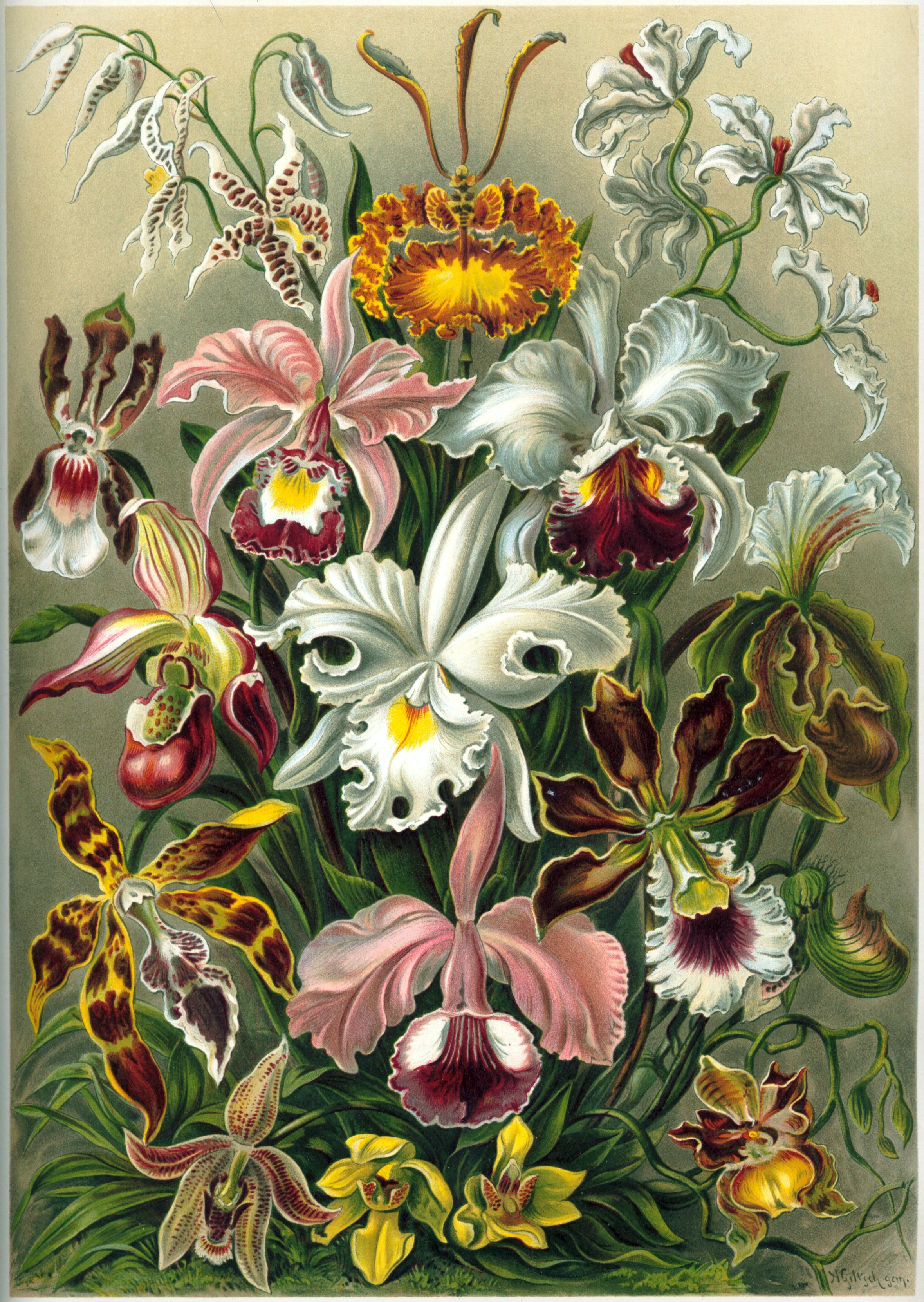
داروین به این نکته اشاره کرد که گل هایارکیده جهت تضمین گرده افشانی‌شان، تطبیق‌های پیچیده‌ای با محیط می‌کنند. علی‌رغم این تطبیق‌های ظاهراً پیچیده، بخش‌های اصلی گل ارکیده همان بخش‌هایی هستند که گل‌های دیگر را تشکیل می‌دهند، ولی در گل ارکید تخصصی‌تر شده‌اند.

نظریه انتخاب طبیعی داروین شالوده نظریه مدرن فرگشت را بنا نهاد. آزمایش‌ها و مشاهدات او نشان داد که گونه‌های مختلف با هم تفاوت‌هایی داشته، بعضی از این اختلافات به ارث رسیده‌اند، و انتخاب طبیعی می‌تواند توضیحی برای این اختلافات باشد. داروین ولی نتوانست منبع این تغییرات را توضیح دهد. مانند خیلی از پیشینیانش، داروین به اشتباه فکر می‌کرد که ویژگی‌های به ارث رسیدنی محصولی از استفاده یا عدم استفاده بوده، و اینکه ویژگی‌هایی که توسط یک نظام زیستی در طول حیاتش کسب می‌شود به فرزندانش منتقل می‌شود. داروین به دنبال مثال‌هایی مانند پرندگانی که از روی زمین تغذیه می‌کنند، پاهای قوی تری به خاطر تمرین بدست می‌آورند، و بال‌های ضعیف تری به دلیل پرواز نکردن بدست می‌آورند تا آنجا که به‌طور مثال شترمرغ اصلاً پرواز نمی‌توانست بکند، بود. این اشتباه «به ارث رسیدن ویژگی‌های کسب شده» خوانده می‌شود و بخشی از نظریه قلب ماهیت گونه‌ها بود که در سال ۱۱۱۸ هجری شمسی توسط ژان لامارک ارائه شد. در اواخر قرن۱۹ میلادی این نظریه که به لامارکیسم شهرت یافته بود، بیان می‌کرد که ویژگی‌های کسب شده توسط یک نظام زیستی در طول حیاتش، قابل به ارث رسیدن هستند. داروین پیشنهادهایی غیر موفق ارائه داد که سعی در توضیح نحوه عملکرد نظریه لامارکیسم داشت. در سال ۱۲۵۹ هجری شمسی، آزمایش‌های اوت ویسمن نشان داد که تغییراتی که در یک شخص به دلیل استفاده یا عدم استفاده به وجود می‌آیند، نمی‌توانند به ارث برسند. این باعث شد که نظریه لامارکیسم طرفدارانش را به تدریج از دست بدهد.
اطلاعاتی که احساس فقدانشان وجود داشت، و می‌توانست به توضیح این بپردازد که چگونه خصوصیات از والدین به فرزندان منتقل می‌شوند را، گرگور مندل فراهم آورد؛ تحقیقاتی که بنیان علم ژنتیک را بنا نهاد. آزمایش‌های مندل بر روی چندین نسل از گیاه نخود فرنگی نشان داد که نحوه عملکرد وراثت به این طریق است که در هنگام تشکیل سلول‌های جنسی در زمان لقاح، اطلاعات وراثتی جدا شده و مجدداً با هم آمیخته می‌شوند.
این مانند آمیختن دو دسته کارت است، که سلول فرزند نیمی از کارت‌های والد اول و نیمی از کارت‌های والد دوم را، به نحوه تصادفی می‌گیرد. مندل اسم این اطلاعات را «عوامل» گذاشت، ولی بعداً به نام ژن شهرت یافتند. ژن‌ها واحدهای اصلی وراثت را، در یک نظام زیستی تشکیل می‌دهند. آن‌ها شامل اطلاعاتی هستند که پرورش و رفتار نظام زیستی را جهت می‌بخشد.
ژن‌ها از DNA (یک مولکول بلند که حامل اطلاعات می‌باشد) درست شده‌اند. این اطلاعات در دنباله nucleotides در DNA، کد و ذخیره می‌شود، همانگونه که دنباله حروف در کلمات در یک صفحه کاغذ، حاوی اطلاعات می‌باشند. ژن‌ها مانند دستورالعمل‌های کوتاهی بوده، که از «حروف الفبای» DNA درست شده‌اند. مجموعه ژن‌ها وقتی در کنار هم قرار می‌گیرد، اطلاعات کافی را جهت ساختن و اداره یک اندامگان فراهم می‌آورد، همانند یک کتابچه راهنما که اطلاعات کافی را جهت ساخت و اداره یک وسیله فراهم می‌آورد. این دستورالعمل‌هایی که توسط این حروف DNA نوشته شده‌اند می‌تواند تغییر کنند: زمانی که جهشی اتفاق می‌افتد، دستورالعمل‌های درون یک ژن ممکن است عوض شوند. درون یک سلول، ژن‌ها در کرموزوم‌ها که بسته‌هایی جهت حمل DNA می‌باشند، حمل می‌شوند. ژن‌ها در کرموزوم‌ها به مانند دانه‌های تسبیح، مرتب پشت‌سرهم قرار گرفته‌اند. بُر زدن آرایش کرموزوم‌ها، ترکیب جدید و یکتایی در ژن‌های فرزندان ایجاد می‌کند.

## پیدایشپروکاریوت‌ها
در حدود ۴/۵ میلیارد سال پیش، کره زمین به وجود آمد و تا حدود ۴ میلیارد سال پیش، سطح آن پوشیده از مواد مذاب بود. اما این مواد کم‌کم سرد شدند و پوسته‌ای سنگی روی سطح زمین ایجاد کردند.
جو زمین در آن زمان غنی از گازهای نیتروژن و بخار آب بوده‌است؛ اما فاقد گاز اکسیژن بوده. به دلیل عدم وجود گاز اکسیژن در جو، لایه محافظتی اوزون هم وجود نداشته و گازهایی نظیر آمونیاک و متان که از دهانه آتشفشان‌ها خارج می‌شده و برای تشکیل مولکول‌های آلی مورد نیاز بوده‌اند، توسط اشعه ماورای بنفش از بین می‌رفته‌اند. پس بنابراین امکان ایجاد حیات در جو وجود نداشته‌است.
 بنابر نظریه حباب گازهای آمونیاک و متان که از دهانه آتشفشان‌های زیر دریایی خارج می‌شده‌اند، قبل از اینکه به سطح آب برسند و نابود شوند، در داخل حباب واکنش داده و مولکول‌های آلی را تشکیل می‌داده‌اند. سپس به سطح آب می‌رسیده و با استفاده از انرژی الکتریکی رعدوبرق و خورشید، انرژی لازم برای شرکت در واکنش‌های بعدی را کسب می‌کرده‌اند.
بنابر آنچه که گفته شده حیات در دریاها ایجاد شده‌است. سپس با ایجاد کواسروات و میکروسفر کم‌کم زمینه ایجاد سلول‌ها فراهم شد. باکتری‌های اولیه هتروتروف (مصرف‌کننده) و بی‌هوازی بوده‌اند. پس از مدتی مواد آلی در اقیانوس‌ها کم شد، و باکتری‌هایی ایجاد شدند که می‌توانستند مولکول‌های آلی را از مواد غیر آلی بسازند. این باکتری‌ها اتوتروف و بی‌هوازی بوده‌اند. پس از آن نخستین سلول‌های فتوسنتز‌کننده ایجاد شدند، که سیانوباکترها بودند. سیانوباکترها اکسیژن تولید می‌کرده‌اند، اما خودشان بی‌هوازی بوده‌اند. با پیدایش سیانوباکترها کم‌کم اکسیژن وارد جو زمین شد، لایه اوزون شکل گرفت و امکان حیات در خشکی هم پدید آمد.

## همزیستییوکاریوت‌هابا پروکاریوت‌ها
ابتدا نوعی از پروکاریوت‌ها وارد سلول‌های پیش‌یوکاریوتی شدند، که هوازی و هتروتروف بودند و بعد از ورود به درون سلول‌های پیش یوکاریوتی، عضوی از آن‌ها شدند و میتوکندری خوانده شدند. سپس برخی دیگر از سلول‌ها که میتوکندری را قبلاً دریافت کرده بودند، نوع دیگری از پروکاریوت‌ها را که احتمالاً از خویشاوندان سیانوباکترها بودند را دریافت کردند، و سلول‌های گیاهی را به وجود آوردند. پروکاریوت‌های وارد شده به این سلول‌ها، کلروپلاست خوانده می‌شوند.

## پیدایش جانداران پُرسلولی
نخستین جانداران پرسلولی که به خشکی آمدند، جلبک‌ها و قارچ‌ها بودند. این دو نوع جاندار در روی سطح زمین، نوعی مشارکت زیستی دوطرفه به نام همیاری ایجاد کردند و گلسنگ‌ها را ایجاد نمودند.

اولین جانوران ساکن خشکی حشرات بوده‌اند.

اولین مهره داران ساکن دریا نوعی از ماهی‌ها، که کوچک و بدون آرواره بودند (مانند دهان‌گردماهی) بودند. پس از آن ماهی‌های آرواره دار ایجاد شدند.

اولین مهره داران ساکن خشکی، دوزیستان بوده‌اند.

پس از دوزیستان نوعی دیگر از جانداران پدید آمدند، که سازگاری بیشتری با محیط داشتند که خزندگان هستند.

بعد از انقراض پنجم انواع زیادی از جانوران از جمله اغلب خزندگان، از بین رفتند و باعث شد تا منابع غذایی بیشتری برای بقای پستانداران و پرندگان فراهم شود.